# 23018 Annmoriarty
23018 Annmoriarty è un asteroide della fascia principale. Scoperto nel 1999, presenta un'orbita caratterizzata da un semiasse maggiore pari a 2,4187790 UA e da un'eccentricità di 0,1988821, inclinata di 3,87899° rispetto all'eclittica.